# روبرت سميث (سياسي أمريكي)
روبرت سميث (بالإنجليزية: Robert Smith)‏ هو ضابط ومحامي وسياسي أمريكي، ولد في 12 يونيو 1802 في بيتربورو في الولايات المتحدة، وتوفي في 21 ديسمبر 1867 في ألتون في الولايات المتحدة. حزبياً، نشط في الحزب الديمقراطي. وقد انتخب عضو مجلس نواب إلينوي وانتخب عضو مجلس النواب الأمريكي.